# 중화민국 중앙선거위원회

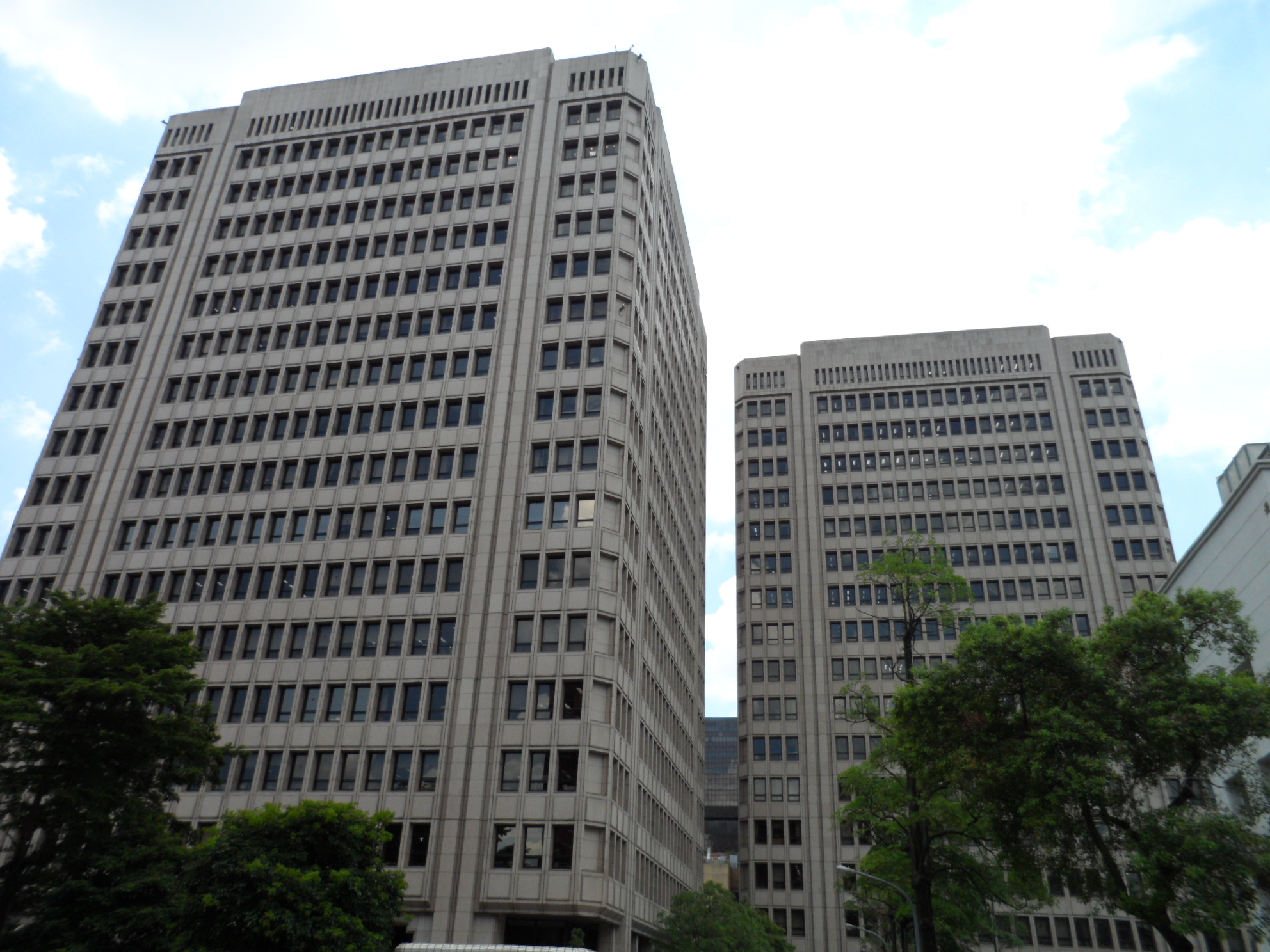
중앙선거위원회

중앙선거위원회(중국어: 中央選舉委員會)는 중화민국에서 선거를 관리하는 최고 행정 기관이다. 행정원의 독립 기관이다.